# 斯托茨城 (密蘇里州)
斯托茨城（英語：Stotts City）是位於美國密蘇里州勞倫斯縣的城市。

## 人口
根據2020年美國人口普查的數據，斯托茨城的面積為1.33平方千米，皆為陸地。當地共有人口167人，而人口密度為每平方千米126人。